# Grybów (gemeente)
De gemeente Grybów is een landgemeente in het Poolse woiwodschap Klein-Polen, in powiat Nowosądecki. De zetel van de gemeente is in Grybów.
De gemeente grenst aan Bobowa, Chełmiec, Gorlice, Kamionka Wielka, Korzenna, Krynica-Zdrój, Łabowa, Łużna, Ropa, Uście Gorlickie en de stad Grybów.

## Demografie
De gemeente heeft 22.179 inwoners (30 juni 2004), waarvan: 11.006 vrouwen en 11.173 mannen. Het gemiddelde inkomen per inwoner bedraagt 1310,61 zl (Stand op 2002).

## Administratieve plaatsen (sołectwo)
Biała Niżna, Binczarowa, Chodorowa, Cieniawa, Florynka, Gródek, Krużlowa Niżna, Krużlowa Wyżna, Kąclowa, Polna, Ptaszkowa, Siołkowa, Stara Wieś, Stróże, Wawrzka, Wyskitna.